# Esplanada, Bahia
Esplanada là một đô thị thuộc bang Bahia, Brasil. Đô thị này có diện tích 1370,693 km², dân số năm 2007 là 29161 người, mật độ 21,27 người/km².